# Матагалпа
Матагалпа (на испански: Matagalpa) е един от 15-те департамента на Никарагуа. Матагалпа е с население от 586 986 жители (по приблизителна оценка от юни 2019 г.) и обща площ от 6804 км². Департаментът е разделен на 13 общини. Негова столица е едноименният град Матагалпа.